# Zeitschrift des Historischen Vereines für Steiermark
Die Zeitschrift des Historischen Vereines für Steiermark ist eine jährlich erscheinende Zeitschrift zur Heimatkunde der Steiermark, die vom Historischen Verein für Steiermark herausgegeben wird. Das wissenschaftliche Publikationsorgan bietet auch einen ausführlichen Rezensionsteil.

## Geschichte
Die 1850 begründeten Mittheilungen des Historischen Vereines für Steiermark werden seit 1906 als Zeitschrift des Historischen Vereines für Steiermark fortgesetzt.

## Redakteure
Seit 1927 ist der jeweilige Obmann des Historischen Verein für Steiermark auch immer Redakteur oder Mitredakteur der „Zeitschrift“.
Liste der Redakteure:
- 1906–1912 Anton Kapper
- 1912–1913 Viktor Geramb
- 1914 Eduard Czegka
- 1915–1923 Hans Pirchegger
- 1924–1926 Friedrich Popelka
- 1927–1928 Anton Mell
- 1929–1943 Hans Pirchegger (zweite Periode)
- 1946–1976 Ferdinand Tremel
- 1977–1980 Ferdinand Tremel und Paul Werner Roth
- 1981–1982 Fritz Posch und Paul Werner Roth
- 1983–1990 Fritz Posch und Gerhard Pferschy
- 1991–2006 Gerhard Pferschy und Karl Spreitzhofer
- 2007–? Gerhard Pferschy, Elisabeth Schöggl-Ernst und Karl Spreitzhofer
- ?–? Gernot Peter Obersteiner, Elisabeth Schöggl-Ernst, Gerhard Pferschy (Status 2024)